# Toño Casado
José Antonio Casado Garcinuño (Salamanca, 16 de enero de 1972) es un sacerdote, músico, compositor y escritor español. Es el autor de 33 El musical, Viacrucis, Sueños, entre otras producciones musicales, discos y canciones inspiradas en Jesús de Nazaret y la Iglesia católica.

## Biografía
Toño Casado es originario del barrio de Pizarrales de Salamanca. Su padre, Ignacio, era pintor, y su madre, Pilar, modista. Es el segundo de cinco hermanos: Jesús, Javi, Carlos Luis, Marian y Maripi. Su padre emigró a Holanda y sus abuelos maternos, Antonio e Inés, ayudaron a su crianza.

### Vocación religiosa y artística
A los seis años empieza EGB en el colegio de los salesianos en el barrio de Pizarrales. A los 9 años manifiesta su deseo de hacerse cura y a los 11 ingresa en Colegio Seminario Menor Salesiano San Juan Bosco en Arévalo (Ávila), donde comienza a estudiar música y a tocar la guitarra, el piano y la bandurria, y desarrolla otras facetas artísticas, como el teatro, la pintura o la poesía. 
A los 15 años gana su primer festival de música y compone su primer musical, titulado Al fin llegó, en el contexto de la Semana de la Paz. Prosigue sus estudios en Guadalajara, ampliando su formación artística como músico, pintor y actor, además de iniciarse como escenógrafo y participar en varios montajes (La venganza de Don Mendo, Un testamento original, Cuatro corazones con freno y marcha atrás). También gana su primer concurso de poesía.

### Estudios superiores
A los 18 años ingresa en el noviciado salesiano de Mohernando (Guadalajara), donde está dos años; en ese tiempo, su madre enferma de cáncer y muere; su vivencia queda recogida en la canción Rosas blancas.
A los 20 años profesa los votos temporales como salesiano y cursa los estudios de Filosofía en el Instituto Superior de Filosofía S. Juan Bosco, afiliado a la Universidad Pontificia de Salamanca (sede de Burgos).
A la vez, se forma en la escuela artística Soma, recibiendo clases particulares de piano y armonía, y escribe sus primeras obras para coral. Escribe el musical Vampiros, representado por sus compañeros salesianos y más tarde por varias compañías en otras ciudades.
A los 23 años, haciendo prácticas como maestro en el colegio salesiano de Puertollano (Ciudad Real), graba su primera maqueta y da su primer concierto.

### Traslado a Madrid
Toño se traslada a Madrid para seguir sus estudios de Teología en Carabanchel. Junto a varios amigos de Guadalajara, comienza a dar conciertos-oración en diferentes lugares de España. Conoce a Juan Peris, fundador de Assisi Producciones y, con Beatriz Zaurín, graba su primer disco, titulado ‘Por chocarme contigo’.
Comienza a trabajar en el Centro Juvenil Paseo, de los salesianos del barrio del Paseo de Extremadura, que dirigirá dos años después, y allí funda el Coro Salesianos Paseo.
Ordenado sacerdote el 30 de noviembre de 2002, su tarea pastoral se centra principalmente en la pastoral con jóvenes, especialmente a través de la música y el teatro. Compone la Misa Joven ‘De otra manera’, el musical Domingo Savio y el musical Tu corazón será mi vida, estrenado en el Vaticano. Además colabora con la compañía de teatro Amorevo.
Desde el Centro Juvenil Paseo, fomenta la creación de ‘Silencio, se trova’, un espacio para conciertos por el que pasan diferentes cantautores, como Luis Pastor, Luis Eduardo Aute o Marwan, entre otros.
A los 33 años escribe 33 El musical, una obra compuesta por 33 temas para orquesta y seis voces. Tardaría 14 años en producir y representar la obra para el gran público.

### Sacerdote diocesano
Se marcha durante una temporada a Argentina, recorriendo el país hasta llegar al extremo sur del continente, donde trabaja con las iglesias locales.
De vuelta en España, trabaja como vicario parroquial de la Iglesia de San José de Colmenar Viejo, ya como sacerdote diocesano, y en el IES Rosa Chacel. Graba su quinto disco, Vivo, y escribe la Misa Joven ‘diFErente’. 
Desde 2013, es vicario parroquial de la Iglesia de Nuestra Señora del Pilar, en Madrid, y da conciertos por toda España a niños, jóvenes y adultos. 
Fue recibido por el papa Francisco en una audiencia privada en la cual le animó a continuar con su labor artístico-pastoral.

## Trayectoria

### Sacerdote
Toño Casado ha desarrollado todo su ministerio sacerdotal enfocado en la pastoral con jóvenes. Fue ordenado sacerdote el 30 de noviembre de 2002 y profesó como salesiano, si bien posteriormente se incardinó como sacerdote diocesano en la Archidiócesis de Madrid.
Después de unos meses en Argentina, regresó a España y trabajó como vicario parroquial de la Parroquia de San José de Colmenar Viejo (Madrid).
En la actualidad es vicario parroquial de la Parroquia Nuestra Señora del Pilar de Madrid. Además da conciertos por toda España a niños, jóvenes y adultos.

### Músico y compositor
Es autor de ocho discos sobre temas espirituales y sociorreligiosos.
Entre sus influencias musicales están Mecano, Joaquín Sabina o Alan Menken, compositor de bandas sonoras de Disney (La sirenita, La Bella y la bestia).
Su obra más conocida es 33 El musical, estrenada el 22 de noviembre de 2018 y que se representó durante dos temporadas en Ifema, en el ‘Espacio 33’, una zona de 7.000 metros cuadrados, uno de los teatros efímeros más grandes construidos en España. Fue el mayor montaje del año en Madrid a nivel escénico y el único hasta entonces en España que se financió a través de crowfunding.
33 El musical narra la vida adulta de Jesús, “el gran influencer de todos los tiempos”, a través de canciones pop con letras modernas y accesibles para un público no creyente. 
El otro gran hito de su carrera como compositor fue la canción Viviremos firmes en la fe, para la Jornada Mundial de la Juventud de Madrid 2011, incluida en La llamada, el musical escrito por Javier Calvo y Javier Ambrossi y que posteriormente fue llevado al cine. Toño inspiró a ‘los Javis’ para la banda sonora de esta obra, hasta el punto de que pusieron su apellido al personaje protagonista, María Casado.
Junto a Ignacio Yepes, fue director musical de la última visita de Juan Pablo II a España, en mayo de 2003, y del encuentro con los jóvenes en Cuatro Vientos. Ha cantado en numerosas NAO (Noche de Arte y Oración) y es el autor del himno español de la Jornada Mundial de la Juventud de Cracovia, en 2016, la canción Hoy ya soy feliz.
En 2022 estrenó, en la Mezquita-Catedral de Córdoba, Via crucis. El musical, una obra sobre las últimas horas de Jesús, su Pasión, muerte y resurrección, compuesta por 16 temas interpretados por cinco actores, incluido él mismo. Se interpretó después en la Catedral de la Almudena y la Parroquia Nuestra Señora del Pilar; en 2023 estuvo también en la Catedral de Valladolid, en la Basílica del Pilar de Zaragoza y en la Basílica de la Anunciación de Alba de Tormes; en 2024, en la Catedral de Santander. En marzo de 2025 se representó en la Catedral de Panamá.
Al recibir una copia de 'Via crucis. El musical', el papa Francisco alabó la obra y remitió un vídeo al propio Toño.
En abril de 2024 estrenó 'Sueños. El musical', basado en la vida de San Juan Bosco. 
Ha compuesto dos misas con coreografías propias que se cantan y bailan en España y en muchos países de América Latina, donde ha dado conciertos y participado en celebraciones multitudinarias. Muchas de sus composiciones han sido traducidas al portugués, italiano, euskera, catalán, inglés y polaco.

### Escritor
En 2020 vio la luz su primera novela, La vecina de Jesús (Ediciones Martínez Roca), que narra la vida de Jesús en clave de humor desde la perspectiva de Damiana, su protagonista. El libro contiene unas 50 ilustraciones realizadas también por Toño.
Mantiene el blog semanal Arrímate al brasero en el portal Religión Digital, donde comparte sus reflexiones.

## Obra artística

### Discografía
- Por chocarme contigo (Assissi Producciones)
- Misa Joven ‘De otra manera’ (Assissi Producciones)
- Domingo Savio (Assissi Producciones)
- Tu corazón será mi vida (Assissi Producciones)
- Vivo (Assissi Producciones)
- Misa Joven 2 diFErente (Assissi Producciones)
- 33 El musical (White Kite Producciones)
- Via crucis. El musical (Producciones Santafé)

### Musicales
- Al fin llegó
- Vampiros
- Domingo Savio
- Tu corazón será mi vida
- 33 El musical
- Via crucis. El musical
- Sueños

### Canciones
- Rosas blancas. Narra la historia de su madre.
- La balsa
- Brilla la luz
- Ave María
- Himno a San José
- Ven a la fiesta
- Siempre estuviste aquí
- Cruz de nieve. Compuesta durante el temporal 'Filomena'.
- Viviremos firmes en la fe. Himno de la JMJ 2011.
- Hoy ya soy feliz. Canción española para la JMJ 2016.
- Náufragos. Publicada en el décimo aniversario del pontificado de Francisco.